# Pultenaea muelleri
Espèce
Pultenaea muelleri est une espèce de plantes ligneuses de la famille des Fabaceae. Elle est endémique de l'État de Victoria en Australie.

## Liste des variétés
Selon Catalogue of Life (22 mars 2014) :
- Pultenaea muelleri var. muelleri
- Pultenaea muelleri var. reflexifolia